# Тедеев, Дзамболат Ильич
Дзамбола́т Ильи́ч Теде́ев (осет. Тедеты Ильяйы фырт Дзамболат; род. 23 августа 1968, Цхинвали, Грузинская ССР) — советский, украинский, российский борец вольного стиля, чемпион Европы и СССР. Заслуженный мастер спорта Украины. Заслуженный тренер России (2002). Занимал пост главного тренера мужской сборной России по вольной борьбе с 2001 по 2012 годы. Покинул пост в феврале 2012 года по собственному желанию. Вновь занял пост главного тренера страны в январе 2016 года.

## Биография
Родился 23 августа 1968 года в Грузинской ССР. С 11 лет начал заниматься вольной борьбой. В 1990 году стал чемпионом Советского Союза, в 1993 году — чемпионом Европы. После распада СССР выступал за Украину. Два раза на чемпионатах мира становился пятым (1994, 1995). Был участником Летних Олимпийских Игр 1996 года в Атланте, где занял 5 место. Заслужил звание мастера спорта России международного класса. Боролся в весовой категории до 90 кг. В 2001 году стал главным тренером мужской сборной России по вольной борьбе. Заслуженный тренер России. Под его руководством мужская сборная России по вольной борьбе ни разу не проиграла ни чемпионаты Европы, ни Олимпийские игры в командном зачете. До 2017 года не проигрывала в командном зачете чемпионаты мира.
 В 2007 году признан лучшим тренером. Более 20 лет назад Дзамболат создал школу борьбы в городе Цхинвал, откуда вышли кандидаты в мужскую сборную России по вольной борьбе. Имеет воинское звание майора. Живёт в Москве. Младший брат бизнесмена Ибрагима Тедеева (убит в 2006 году во владикавказском ресторане «Аландон»), двоюродный брат Эльбруса Тедеева.
В 2011 году предпринял попытку участия в выборах Президента Республики Южная Осетия. 30 сентября 2011 года Центральная избирательная комиссия Республики Южная Осетия отказалась регистрировать его кандидатуру, что спровоцировало протесты и беспорядки в Цхинвале. После этого Тедеев поддержал кандидатуру Аллы Джиоевой. Некоторые наблюдатели связывают отставку Тедеева с поста главного тренера сборной с тем, что Тедеев не поддержал на выборах преемника Эдуарда Кокойты, которого поддержало российское руководство.
Оставив тренерскую работу Тедеев перешёл на работу во ФГУП РосРАО (подразделение РОСАТОМа), советником генерального директора.
25 января 2016 года стало известно о назначении Тедеева главным тренером сборной России.
Депутат Парламента РСО-Алания шестого созыва. Член Комитета по аграрной и земельной политике, экологии и природным ресурсам.Член фракции «Патриоты России».

## Личная жизнь
Разведён. Имеет двоих сыновей и дочь.

## Санкции
15 января 2023 года, из-за вторжения России на Украину, внесён в санкционный список Украины, предполагается блокировка активов на территории страны, приостановка выполнения экономических и финансовых обязательств, прекращение культурных обменов и сотрудничества, лишение украинских госнаград.

## Спортивные достижения
- Чемпион Европы (1993)
- Чемпион СССР (1990)
- Участник XXVI олимпийских игр в Атланте 1996 г

## Награды и звания
- Почётная грамота президента Российской Федерации (15 января 2010) — за успешную подготовку спортсменов, добившихся высоких спортивных достижений на Играх XXIX Олимпиады 2008 года в Пекине[12]
- Медаль ордена «За заслуги перед Отечеством» II степени (24 мая 2017) — за успешную подготовку российских спортсменов к Олимпийским играм в Рио-де-Жанейро[13].
- Медаль ««В ознаменование 10-летия Победы в Отечественной войне народа Южной Осетии» (21 августа 2018, Южная Осетия) — за вклад в развитие и укрепление дружественных отношений между народами и в связи с празднованием 10-й годовщины признания Российской Федерацией Республики Южная Осетия в качестве суверенного и независимого государства[14].
- Орден Александра Невского (27 февраля 2020) — за большой вклад в развитие физической культуры и спорта, многолетнюю добросовестную работу[15]